# Pneumopathie
Une pneumopathie est une maladie du parenchyme pulmonaire. Étymologiquement, il s'agit d'une maladie (-pathie) des poumons (pneumo-).
Les pneumopathies peuvent avoir des origines et des présentations cliniques multiples : infectieuses (bactériennes, virales, parasitaires...), inflammatoires, allergiques...

## Causes

### Pneumopathies infectieuses

#### Pneumonie franche lobaire aiguë
Le tableau classique est l'infection à germe communautaire réalisant la pneumonie franche lobaire aiguë. Les germes les plus souvent retrouvés, sont, par ordre décroissant, le Streptococcus pneumoniae, l'Haemophilus influenzae, Legionella pneumophila, Mycoplasma pneumoniae et le virus de la grippe A.

#### Pneumopathie d'inhalation
Une pneumopathie d'inhalation est causée par le passage, dans les bronches, de liquide gastrique à l'occasion d'un vomissement. Le mécanisme est en général double : contamination bactérienne de l'arbre bronchique et réponse inflammatoire locale (syndrome de Mendelson).
Chez le patient hospitalisé, il peut s'agir d'une infection nosocomiale.

#### Pneumopathies à germes atypiques
Elles peuvent présenter des tableaux cliniques plus frustes. Les germes impliqués sont principalement Mycoplasma pneumoniae, Legionella pneumophila et Chlamydiae pneumoniae.

#### Pneumopathies virales
Toute infection virale peut avoir une atteinte pulmonaire. Les virus de la grippe et de la varicelle sont les plus souvent impliqués chez l'adulte.  Les pneumonies atypiques entraînant un SRAS sont causées par des coronavirus.

#### Infections opportunistes
Chez les patients immunodéprimés, certaines maladies opportunistes se traduisent par des pneumopathies. Il s'agit souvent d'infection par des levures (cryptococcose), des champignons (pneumocystose) ou des parasites (microsporidioses).

### Pneumopathies interstitielles
Il s'agit d'un groupe hétérogène d'affections du tissu pulmonaire pouvant évoluer vers une insuffisance respiratoire ou une fibrose pulmonaire, par atteinte de la structure alvéolaire. Les causes en sont souvent inflammatoires (sarcoïdose, connectivites, maladies auto-immunes...), mais peuvent être aussi secondaires à des pathologies de surcharge comme l'asbestose ou la silicose. Il existe également des pneumopathies interstitielles d'origine iatrogène, principalement à l'amiodarone. On rencontre également des formes idiopathiques, la plus fréquente étant la fibrose pulmonaire idiopathique.

### Pneumopathies d'hypersensibilité
Les pneumopathies d'hypersensibilité sont provoquées  par une hypersensibilité à l’inhalation de poussières organiques. Il s'agit souvent d'une exposition professionnelle (activités d'élevage, notamment aviaire, exposition à la paille, aux toxiques industriels...)

## Facteurs de risques
L'exposition chronique (y compris antérieurement, dans l'enfance) des enfants à la pollution de l'air, l'exposition professionnelle à certains produits chimiques ou polluants, certaines maladies (dont la grippe), une perte d'immunité ou le tabagisme sont des facteurs de risques, qui peuvent s'additionner et surajouter leurs effets à d'éventuels facteurs génétiques ou épigénétiques. 
Les pneumopathies peuvent être dû à une inhalation ou de fausse route, il faut exclure que l'on n'est pas en présence d'une achalasie
Si l'on est dans le cas de pneumopathies récurrentes et que le patient à d'autres pathologies associées (Achalasie, RCUI), il faudra exclure que l'on ne se retrouve pas dans le cas d'un syndrome MIRAGE.